# 草山眾樂園

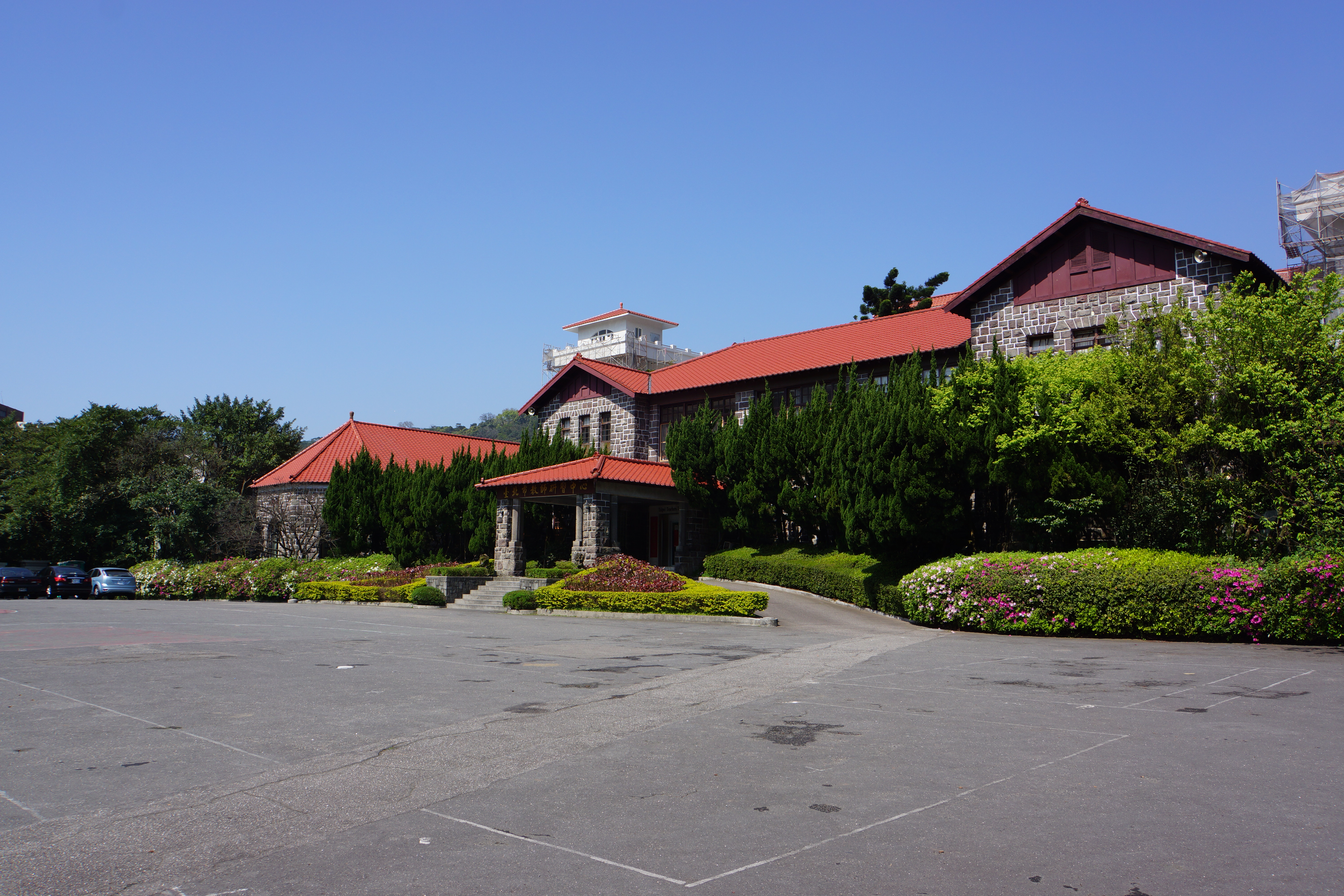
草山眾樂園（今貌）

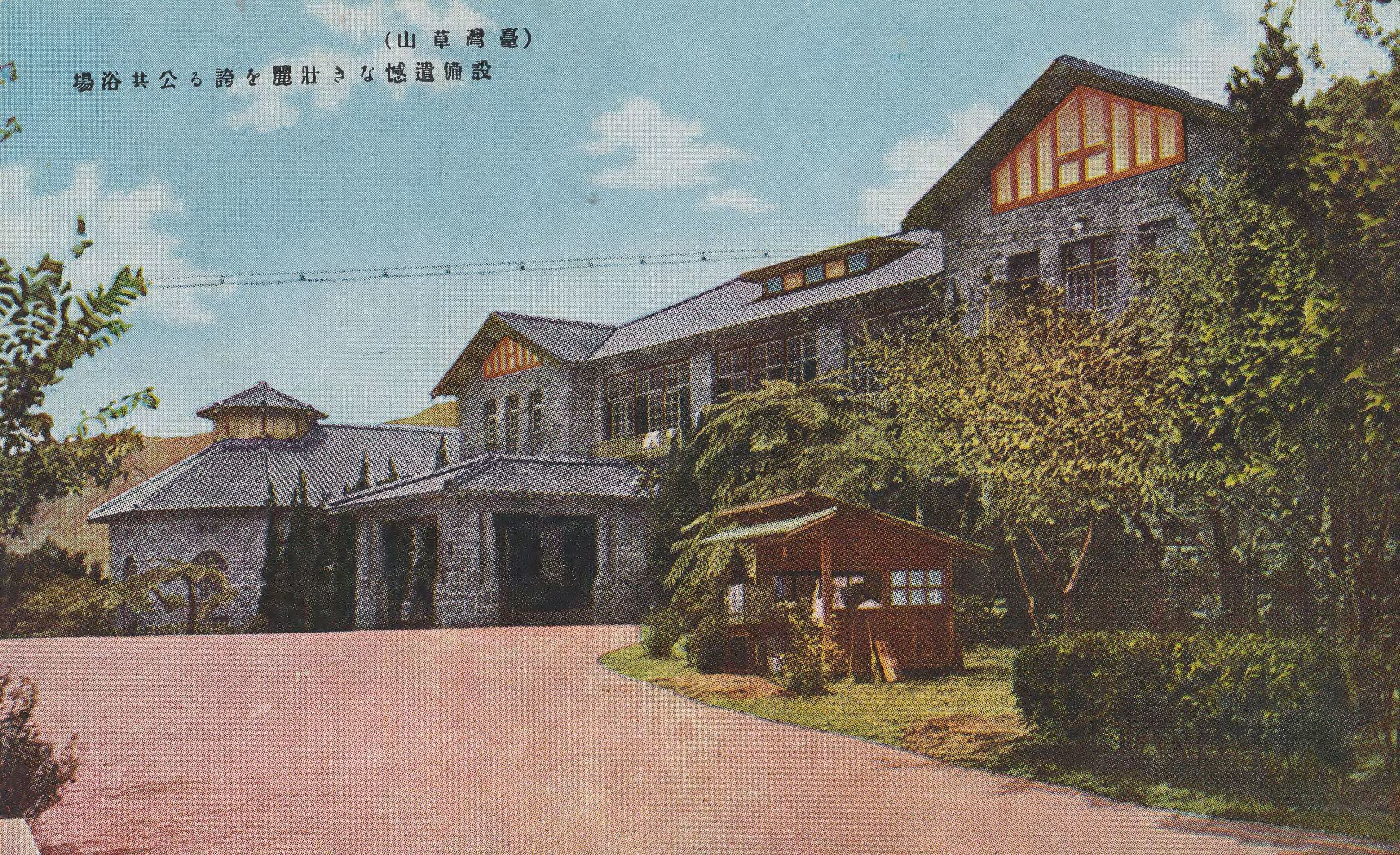
草山眾樂園（日治）

眾樂園（しゅうらくえん）也稱草山眾樂園，是位在台灣台北州七星郡北投街頂北投（現台北市北投區）草山溫泉的公眾浴場，曾經是台灣最大的溫泉浴場。

## 歷史
日治時代大正2年（1913年），在此設置公共浴場。昭和4年（1929年），為慶賀裕仁天皇登基大典，作為「御大典紀念事業」興建新公共浴場，翌年（1930年）竣工，竣工時是台灣最大的浴場。包含男女浴室、食堂、賣店、撞球室、廣間等設施，食堂提供和洋料理。戰後，由國民政府接收，停止營業，改為台北市教師研習中心至今。

## 脚注
1. ↑  台北州公共浴場眾樂園案內，昭和5年

## 關連項目
- 御大典紀念大屯山公園
- 北投溫泉博物館

## 外部連結
- 草山公共浴場眾樂園 （页面存档备份，存于）